# 碧海荘
碧海荘（あおみのしょう）は、平安末期～室町期にかけて三河国碧海郡に存在した荘園である。

## 概要
三河国碧海郡のうち矢作川中流の沖積低地で、豊田市南部の旧上郷町から岡崎市西南部の旧矢作町・六ツ美村に比定される。三河国所出の犬頭糸について記した「兵範記」仁安3年7月6日条に「近年以後三条女御々領碧海庄立券之中」とあり、犬頭糸60勾を年貢とした三条女御とは鳥羽天皇女房で斎宮研子母の参議藤原家政女とみられ、鳥羽院政期の寄進地系院領荘園の一例である。寄進者は不明。『瀧山寺文書』によると承久の乱後足利義氏が地頭となり、子泰氏・孫家氏（斯波氏祖）と相続し、鎌倉期を通じて斯波氏が地頭職を保持したとみられる。